# Станислав Слонски
Станѝслав Сло̀нски (на полски: Stanisław Słoński) е полски езиковед славист и полонист, професор, специалист по старобългарски език, преподавател във Варшавския университет, член на Полската академия на знанията, Полската академия на науките, Варшавското научно дружество, член-кореспондент на Българската академия на науките, председател на Полското лингвистично дружество (1932 – 1935), председател на Полско-Българското дружество (1924 – 1926), носител на Офицерски кръст на Ордена на Възраждане на Полша.

## Трудове
- Die Übertragung der griechischen Nebensatzkonstruktionen in den altbulgarischen Sprachdenkmälern (1908)
- Psałterz Puławski (1916)
- Wybór tekstów starosłowiańskich (starobulgarskich) (1926)
- Dzieje języka polskiego (1931)
- Historia języka polskiego w zarysie (1934)
- Index Verborum do Euchologium Sinaiticum (1934)
- Funkcje prefiksów werbalnych w języku starosłowiańskim (starobułgarskim) (1937)
- Słownik polskich błędów językowych (1946)
- O języku Jana Kochanowskiego (1949)
- Grammatyka języka starosłowiańskiego (starobułgarskiego) (1950)